# Día de la Cosmonáutica
El Día Mundial de la Aviación y la Cosmonáutica es una festividad que se celebra el 12 de abril, establecida para conmemorar el primer viaje espacial tripulado por el hombre.
El 12 de abril de 1961 el cosmonauta soviético Yuri Gagarin, a bordo de la nave espacial "Vostok 1", orbitó la Tierra por primera vez.

## Establecimiento de la festividad
En la Unión Soviética la festividad fue establecida el 9 de abril de 1962 por el Presídium del Sóviet Supremo de la URSS. Se celebra bajo el nombre de Día de la Cosmonáutica (en ruso: День космонавтики).
La fecha fue establecida por decisión de la Federación Aeronáutica Internacional.

## Filatelia y numismática

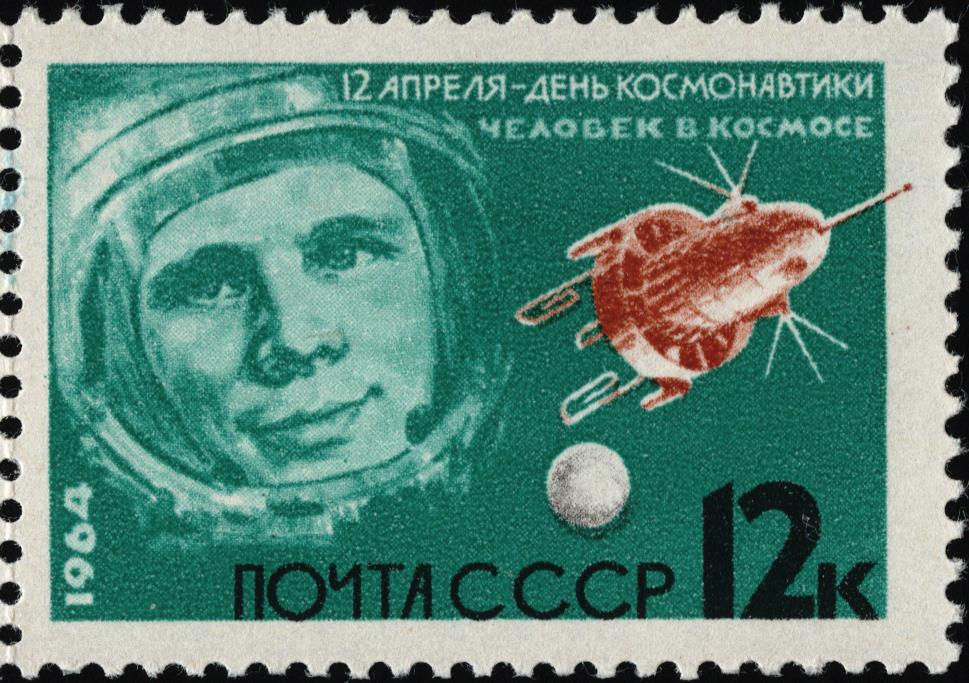
Marca Soviética, Yuri Gagarin, 1964
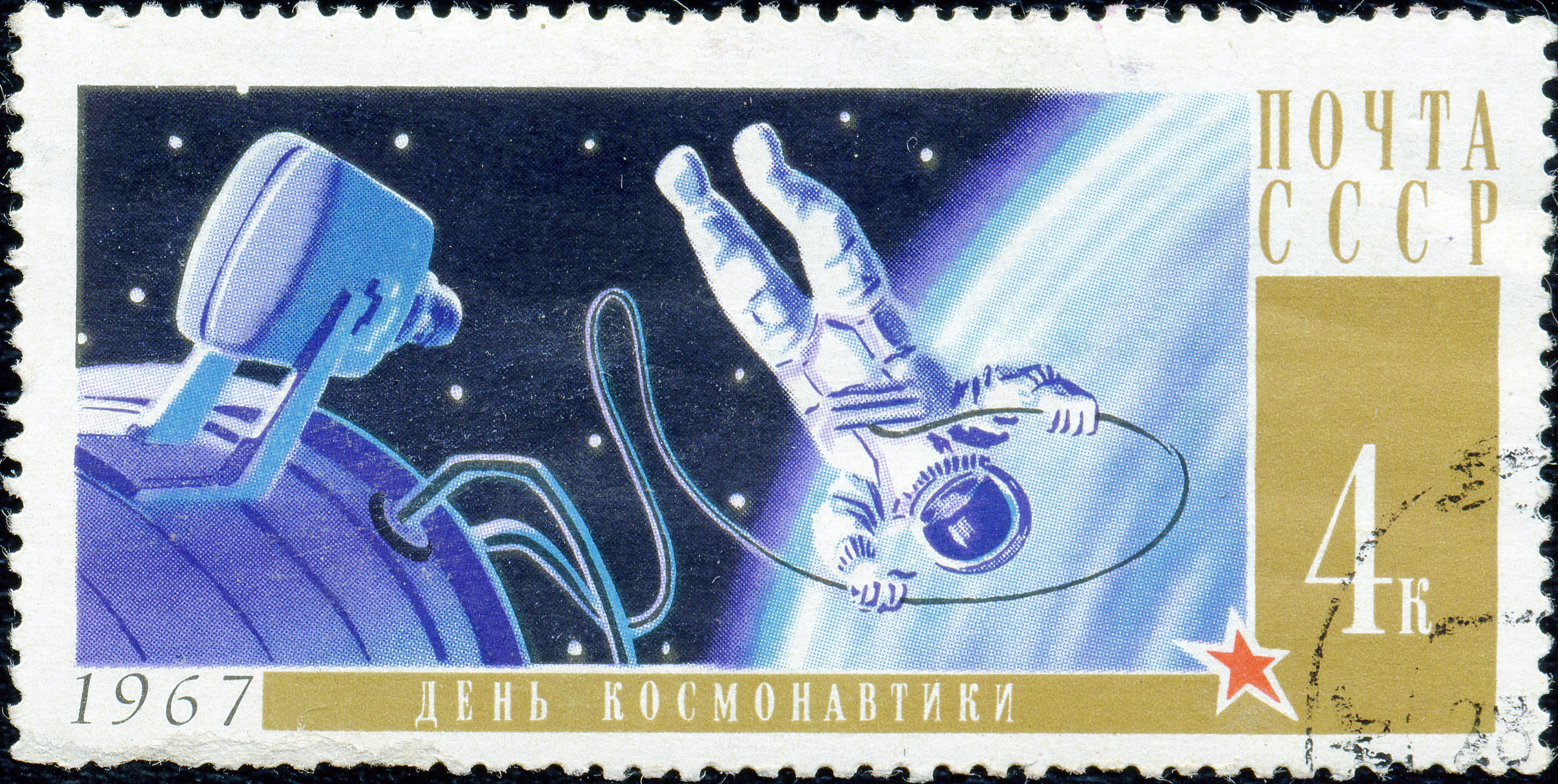
Marca Soviética,  Alexei Leonov, 1967
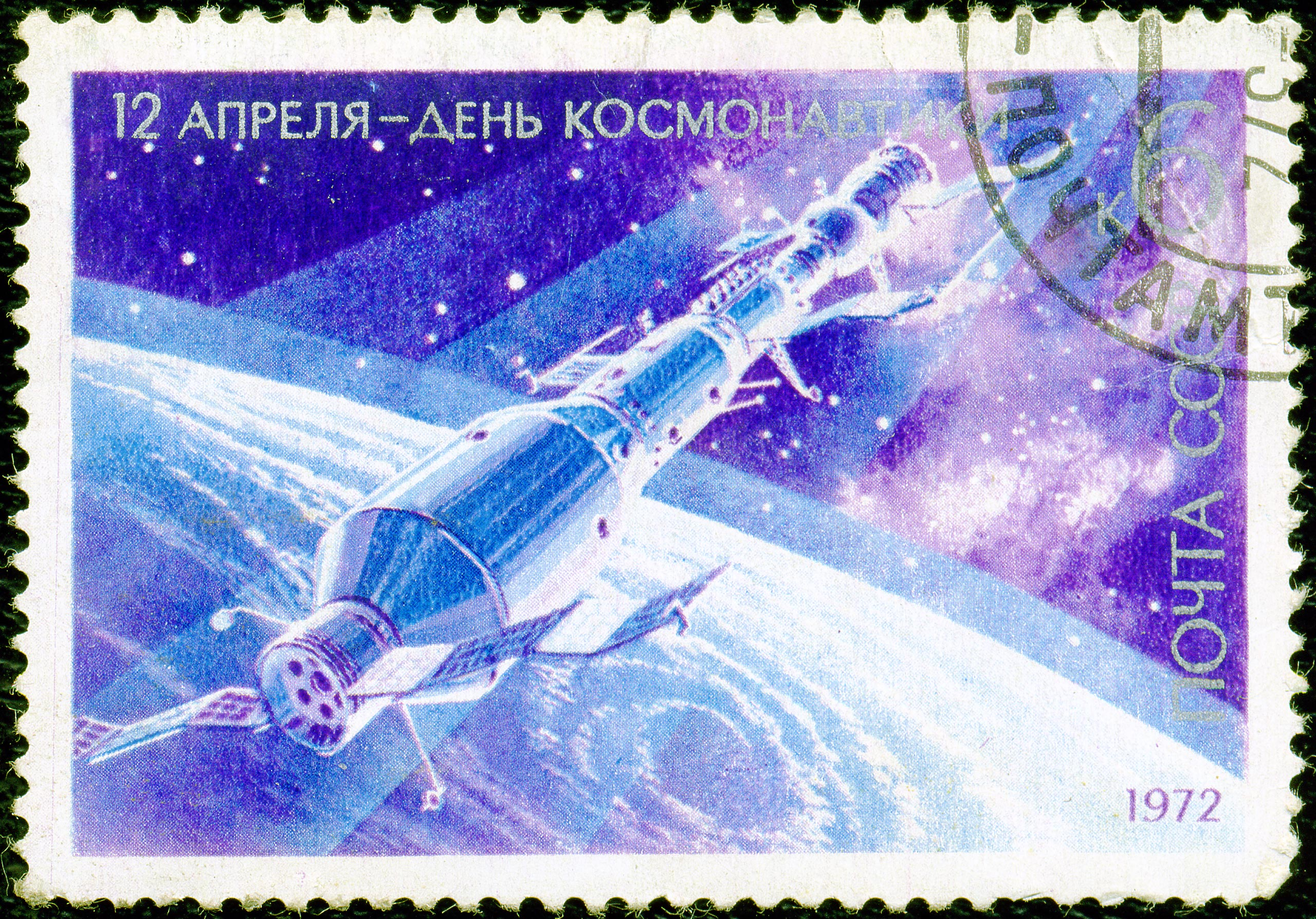
Marca Soviética,  1972
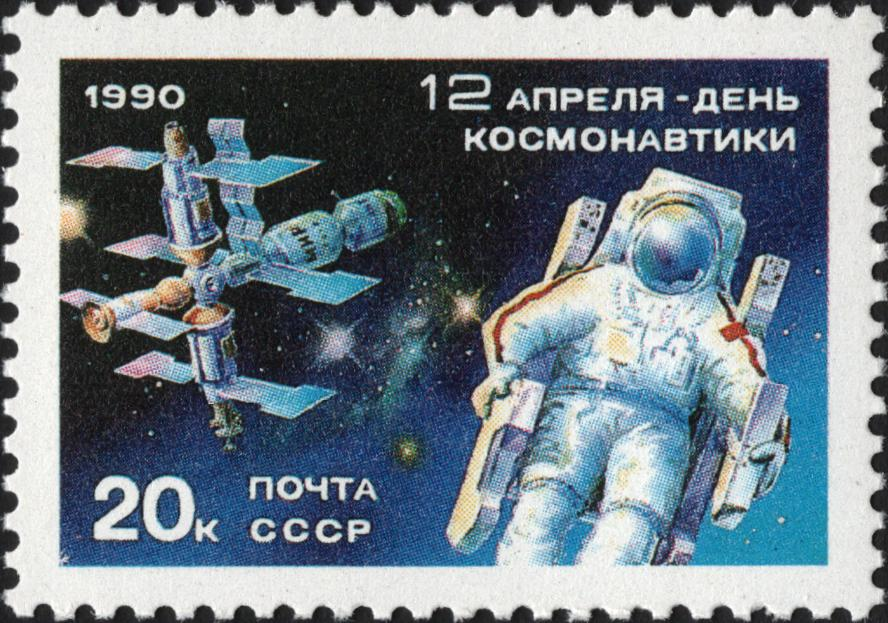
Marca Soviética, "Mir", 1990
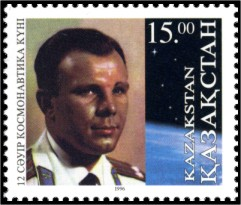
Marca kazaja, 1996
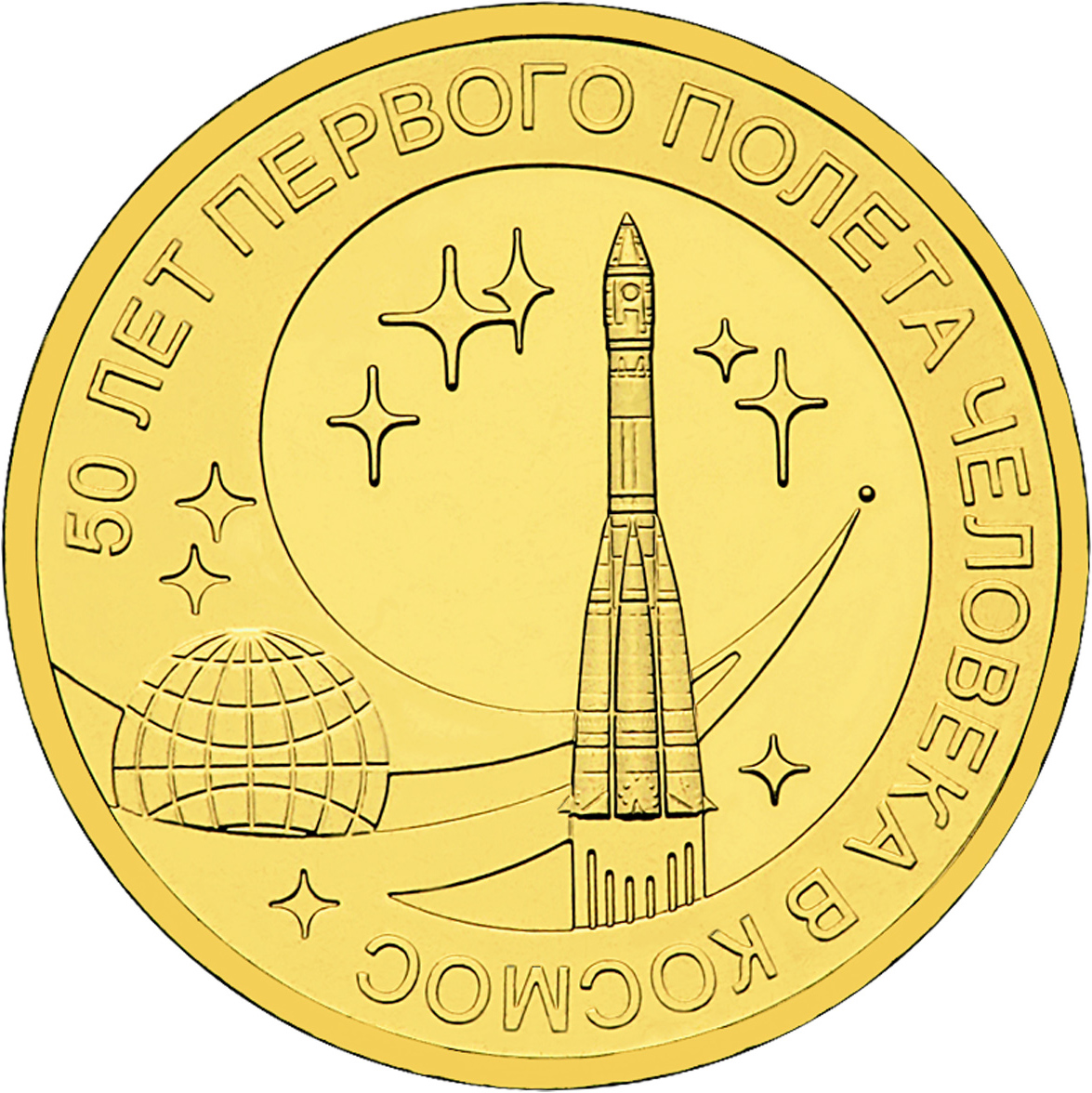
"50 лет первого полёта человека в космос". Rusia, 2011
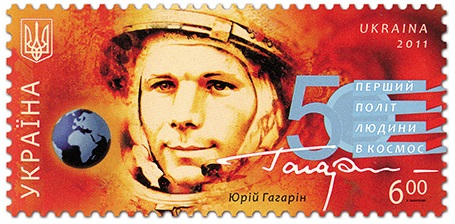
Marca conmemorativa, Ucrania, 2011